# 22756 Манприткор
22756 Манприткор (22756 Manpreetkaur) — астероїд головного поясу, відкритий 18 листопада 1998 року.
Тіссеранів параметр щодо Юпітера — 3,509.
Названо на честь малайзійської вченої Манпріт Кор, що спеціалізується в галузі біохімії, мікробіології й медицини.